# 泉大助

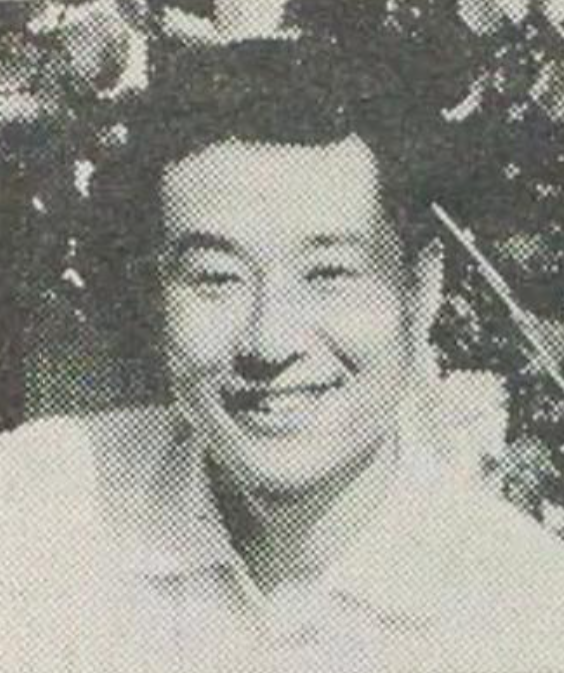
泉大助

泉 大助（いずみ だいすけ、1927年3月19日 - 2012年2月28日）は、日本のタレント、テレビ番組司会者。本名は荒磯 和行（あらいそ かずゆき）。

## 来歴・人物
静岡県生まれ。1948年慶應義塾大学経済学部卒業。舞台芸術学院、はちの会を経て、1955年TBS放送劇団所属を経て、1957年頃CMタレントに転身する。1959年からフリーランスで活動。
松下電器産業（現・パナソニック）と専属契約を結び、同社のコマーシャルに多数出演したほか、同社提供の長寿クイズ番組『ズバリ!当てましょう』（フジテレビ）の司会をつとめた。中でも松下電器のCMは長年にわたって務めてきた。
そのため、「ナショナルの顔」と呼ばれ、東芝の押阪忍、日立の高橋圭三と共に「家電CMの顔」とも呼ばれた。ほかにも、「清酒大関」などのCMにも出演した。その後テレショップ番組の司会を担当する等活躍し、長男の会社の手伝いをしていた。開局記念等の特番で呼ばれる事もあった為、会社の手伝いの傍ら、晩年まで現役のタレントとして活動を続けていた。
2012年2月28日、肝がんのため死去。84歳没。

## 出演していた番組

### テレビ
- ズバリ!当てましょう（フジテレビ）
- ナショナル日曜観劇会（TBS系列）
- ナショナルエレック料理教室→ナショナル料理教室・奥さま!献立作戦（関西テレビ）
- アップダウンクイズ（毎日放送）「クイズ番組司会者特集」解答者

ほか

### CM
- 松下電器産業（現・パナソニック）のコマーシャル[5]
- 清酒大関「はこのさけ」
- サンスター「フォルテサンスター」

ほか

### テレビドラマ
- ありちゃんのおかっぱ侍 第8 - 10・14・16話（1957年、ラジオ東京テレビ）
- 破戒（1961年、日本テレビ）

### 吹き替え
- 平原児シスコ・キッド（1957年、ラジオ東京テレビ） - ボブ―[6]